# Bad Waltersdorf
Bad Waltersdorf est une commune autrichienne du district de Hartberg-Fürstenfeld en Styrie.

## Géographie
Bad Waltersdorf se trouve à mi-chemin entre la capitale du district, Hartberg, et Fürstenfeld, au milieu du haut-plateau autrichien dans la vallée du Safen, pas loin du Burgenland.